# Tony Knowles (jogador de snooker)
Anthony Knowles, mais conhecido como Tony Knowles (Bolton, 13 de junho de 1955) é um jogador profissional de snooker inglês. Ele foi três vezes semifinalista no Campeonato mundial de snooker na década de 1980.